# Stockholm Folk Festival
Stockholm Folk Festival, är en festival som sedan 2011 anordnas i Stockholm i parken vid Hässelby slott. Festivalens inriktning är folkmusik och folkdans från världens alla hörn.

Under åren har SFF gästats av Anna-Lotta Larsson, Sarah Dawn Finer, Ale Möller, Marit Bergman, Sofia Jannok, Sven-Bertil Taube, Tomas Ledin, Arja Saijonmaa, Haris Džinović och många fler. 
Festivalerna har arrangerats av bland andra artisterna Tomas Ledin, folkmusikern Esbjörn Hazelius och världsmusikartisten Ale Möller.  